# Ruette
Ruette (Waals: Ruwete) is een plaats in de Belgische provincie Luxemburg en een sinds de fusie van gemeentes in het arrondissement Virton in 1977 een deelgemeente van Virton.

## Demografische ontwikkeling
- Bronnen:NIS, Opm:1831 tot en met 1970=volkstellingen

Camille de Briey en Numa Ensch-Tesch zijn hier geboren.
Deelgemeenten: Bleid · Ethe · Latour · Ruette · Saint-Mard · Virton

Overige dorpen: Chenois · Gomery · Grandcourt · Saint-Remy

Belgische gemeenten · Arrondissement Virton · Luxemburg · Wallonië